# Блицвинг
Блицвинг (Blitzwing) је лик из популарне цртане серије Трансформерс, заснованој на популарној линији играчака које су произвели Такара и Хасбро.

## Генерација 1
Блицвинг је члан десептиконског тима. Његови алтернативни облици су ловац МиГ-25 и тенк Мицубиши 74.
Љубитељ борби, Блицвинг често користи свој облик млазњака да се обруши на Аутоботе, онда се брзо пребацивши у облик тенка да их доврши. У облику робота, воли да користи свој електронски да се бори у борби један на један.

### Анимирана серија
Блицвинг је био споредан лик који се појављивао у другој и трећој сезони серије; врло ретко је приказиван другачије од жестоког ратника, знаног више по својој снази и способности него по својој интелигенцији. Имао је мало значајнију улогу у епизодама Triple Takeover, када је са Астротрејном накратко преотео власт од Мегатрона и  Five Faces of the Darkness. Када су Квинтесони позвали побеђене Десептиконе у напад на Сајбертрон, Блицвинг је остао, чекајући повратак Галватрона. Касније, када су Галватрон и Квинтесони удружили санге да нападну Аутоботе, Галватрон је послао Блицвинга да рапортира Квинтесонима; тада је Блицвинг открио превару Квинтесона и њихов план да паралишу све Трансформерсе и узму Сајбертрон за себе. Када је Блицвинг покушао да упозори Галватрона, он му није поверовао и оборио га је казавши му да каже то Аутоботима, што је он, без много избора, и урадио. Блицвинг је рекао Родимусу Прајму о Квинтесонском плану и зауставио је групу Шарктикона који су послани да повуку прекидач механизма којим би паралисали Трансформерсе. Галватрон их је пратио, мислећи да је Блицвинг издајник и сам је повукао прекидач, изазвавши тиме да се сви Трансформерси замрзну. Квинтесони су дошли да преузму Сајбертрон, али је Спајк Витвицки уништио уређај, одмрзавши Трансформерсе. Галватрон, сада схвативши превару, гонио је Квинтесоне, који су једва побегли. Касније је намеравао да поново започне борбу између Десептикона и Аутобота, али се Блицвинг испречио, уперивши оружје у њега. Одлазећи са осталим Десептиконима, Галватрон је рекао Блицвингу да није више добродошао у њиховим редовима и да ће патити због своје издаје.
Блицвинг се појавио још једном као члан десептикконских снага, али је нејасно да ли је то грешка при анимацији или не. Епизода Starscream's Ghost је првобитно написана за Блицвинга, али је на брзину преправљена за Октана (који је био нова играчка у то време). Он је јасно приказан у борби заједно са својим друговим Троструким претварачима у јапанском серијалу Хедмастерс.